# Karl Barthold Lindahl
Karl Barthold Lindahl (* 18. Juni 1861 in Göteborg, Västergötland; † 4. Dezember 1895 ebenda) war ein schwedischer Porträtmaler der Düsseldorfer Schule.

## Leben
Lindahl studierte in den Jahren 1883 bis 1886 an der Kunstakademie Düsseldorf Malerei. Dort waren Heinrich Lauenstein und Hugo Crola seine Lehrer. Er heiratete Elna, die Tochter des in Düsseldorf ansässigen schwedischen Genremalers Bengt Nordenberg. Seinen Schwiegervater porträtierte er 1886. Das Bild schenkte er 1892 dem Kunstmuseum Göteborg. Lindahls künstlerisches Schaffen erlahmte früh  infolge einer Krankheit, an der er im Alter von 34 Jahren verstarb.